# Padpadak Island
Padpadak Island (englisch; bulgarisch остров Пъдпъдък ostrow Padpadak, deutsch ‚Wachtelinsel‘) ist eine größtenteils unvereiste, in südwest-nordöstlicher Ausrichtung 442 m lange und 390 m breite Insel in der Gruppe der Dannebrog-Inseln im Wilhelm-Archipel vor der Graham-Küste des Grahamlands auf der Antarktischen Halbinsel. Sie grenzt an Shut Island im Nordosten und liegt 62 m nordwestlich von Sprey Island sowie 1,62 km ostnordöstlich von Skoba Island.
Britische Wissenschaftler kartierten sie 2001. Die bulgarische Kommission für Antarktische Geographische Namen benannte sie 2020 deskriptiv nach der bulgarischen Bezeichnung für eine Wachtel, an die sie entfernt wegen ihrer ähnlichen Form erinnert.